# Église San Nicolò della Lattuga

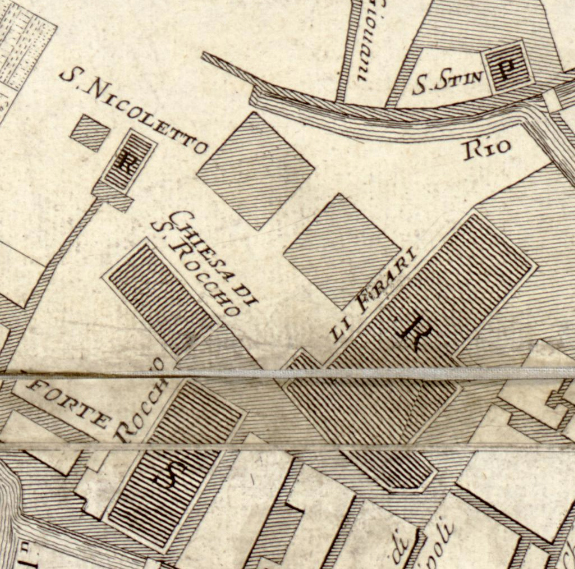
Position de l'église de Nicoletto della Lettuga sur le plan de Lodovico Ughi

L'église San Nicolò dei Frari, dit della Lattuga (ou San Nicoletto; Saint-Nicolas-de-la-Laitue) fut une église catholique de Venise, en Italie.

## Localisation
L'ancienne église San Nicoletto fut située dans le sestiere de San Polo.

## Historique
(août 2023).
« Une nuit, le patricien Nicolò Lion, procurateur de Saint-Marc, celui qui découvrit la conjuration de Marin Faliero, affaibli par la maladie, désira manger une laitue. N'en trouvant pas, vu l'heure tardive, il en reçut une du potager des pères mineurs de Santa Maria Gloriosa. Ayant retrouvé la santé avec ce médicament singulier, il fit ériger en signe de gratitude au potager-même une église et un petit monastère, dédiés à San Nicolò ou San Nicoletto de la Laitue. 
Constituant en 1332 le patronage des procureurs de San Marco, il légua par testament du 13 février 1353, ces biens aux pères susdits. 
En 1582, l'église fut consacrée par Marco Medici, évêque de Chioggia. 
En 1743, un incendie consomma presque tout le monastère qui ressurgit plus beau qu'avant. 
La propriété fut reversée à l'état en 1806. La communauté fut concentrée à Sainte-Marie des Frères.
L'église n'existe plus. Le couvent fait partie depuis 1875 du bâtiment des Archives d'Etat. »